# Sonata para violín n.º 32 (Mozart)
La Sonata para violín n.º 32 en si bemol mayor, K. 454, fue compuesta por Wolfgang Amadeus Mozart en Viena el día 21 de abril de 1784. Fue publicada por Christoph Torricella en una serie de tres sonatas (junto con las sonatas para piano números 6 y 13). La sonata es también conocida con el sobrenombre de Sonata Strinasacchi.

## Origen del sobrenombre
La sonata fue compuesta para la violinista virtuosa Regina Strinasacchi de Mantua, con la intención de interpretarla con ella en un concierto en el Teatro Kärntnerthor de Viena, que tendría lugar el 29 de abril de 1784. Aunque Mozart seguramente tenía la parte para piano en su cabeza, no le dio tiempo a ponerla por escrito, y así fue interpretada por él con una hoja de papel pautado en blanco en el atril del piano, con el objetivo de bromear con los espectadores. De acuerdo con una historia contada por su esposa, Constanze Mozart, el emperador José II de Habsburgo vio la hoja vacía a través de sus gafas de ópera y al término del concierto hizo llamar a Mozart, quien le explicó la situación.

## Estructura
La obra consta de tres movimientos:
1. Largo - Allegro
2. Andante
3. Allegretto

La sonata comienza con una introducción excepcionalmente lenta, en la que se pone énfasis en la igualdad de ambos instrumentos, que se mantiene a lo largo de toda la obra.
El segundo tiempo tiene el sentimiento melódico de Adagio, que es la indicación de tempo escrita por Mozart en un primer momento, aunque posteriormente decidió cambiarla por Andante. En la sección de desarrollo hay fuertes modulaciones cromáticas.
El último movimiento regresa al carácter juguetón del primero, aunque en este caso da lugar a un sofisticado rondó.